# Insula Vizcaíno

Isla Vizcaíno este o insulă din Uruguay situată la estuarul pârâului Yaguarí, brațul nordic al estuarului râului Negru (Uruguay) al râului Uruguay. Este mărginită de râul Negru de Sud și de pârâul Vizcaíno la est, de râul Uruguay la nord și de Arroyo Yaguarí în vest. 

## Istoric
Prima așezare europeană de pe insulă a venit atunci când iezuiții au fondat misiunea lui Santo Domingo de Soriano pe Isla Vizcaíno în 1624, deși misiunea s-a mutat ulterior pe continent.